# Everybody Rides the Carousel
Everybody Rides the Carousel (v anglickém originále Everybody Rides the Carousel) je americký animovaný film z roku 1975. Režisérem filmu je John Hubley. Hlavní role ve filmu ztvárnili Lane Smith, Charles Levin, Meryl Streep, Dee Dee Bridgewater a Pablo Casals.

## Obsazení
| Lane Smith          | - |
| Charles Levin       | - |
| Meryl Streep        | - |
| Dee Dee Bridgewater | - |
| Pablo Casals        | - |
| Dinah Manoff        | - |
| Juanita Moore       | - |
| Jenny Lumet         | - |